# Roots (album)
Roots – szósty studyjny album długogrający brazylijskiej grupy metalowej Sepultura wydany 20 lutego 1996. Album wywarł znaczny wpływ na kształt pojawiającego się w tamtym okresie nu metalu. Płyta jest ostatnim albumem studyjnym Sepultury, który nagrał z grupą jej współzałożyciel oraz długoletni wokalista i gitarzysta, Max Cavalera.

## Lista utworów
Opracowano na podstawie materiału źródłowego.

## Twórcy
Opracowano na podstawie materiału źródłowego.
| Zespół Sepultura w składzie - Max Cavalera – wokal prowadzący, gitara elektryczna, berimbau, instrumenty perkusyjne - Andreas Kisser – gitara elektryczna, gitara akustyczna, wokal wspierający, instrumenty perkusyjne - Paulo Jr. – gitara basowa, instrumenty perkusyjne - Igor Cavalera – perkusja, instrumenty perkusyjne Dodatkowi muzycy - Carlinhos Brown – wokal wspierający, instrumenty perkusyjne, berimbau w „Ratamahatta”, „Endangered Species” - David Silveria – perkusja w „Ratamahatta” - Jonathan Davis – wokal wspierający w „Lookaway” - DJ Lethal – scratche i produkcja muzyczna „Lookaway” - Mike Patton – wokal wspierający w „Lookaway” | Inni - Ross Robinson – produkcja muzyczna, instrumenty perkusyjne - Andy Wallace – miksowanie - Steve Sisco – inżynier miksowania - George Marino – mastering - Micheal Whelan, Laura Michaels, Bryan Thatcher – oprawa graficzna - Chuck Johnson, Richard Kaplan, Rob Agnello – inżynieria dźwięku - Michael Grecco, Kevin Estrada, Monika Bass Cavalera – zdjęcia - Monte Conner – A&R |

## Opis
Genezą zainteresowania się brazylijskimi Indianami był kontakt z nimi podczas koncertu Sepultury w amazońskim mieście Manaus w czasie promocji albumu Beneath the Remains z 1989. Później elementy rdzennej muzyki brazylijskich Indian z Amazonii pojawiły się w utworze Sepultury pt. „Kaiowas” na albumie Chaos A.D. z 1993. Zarówno ten epizod, jak i głębsze sięgnięcie po tradycyjną muzykę brazylijską, miało swoją przyczynę także w rodzaju tęsknoty muzyków Sepultury po opuszczeniu przez nich ojczyzny i zamieszkaniu w Stanach Zjednoczonych na początku lat 90. Sam tytuł płyty Roots (pol. Korzenie) oznacza uchwycenie spuścizny z kultury własnego kraju. Bezpośrednim bodźcem do idei płyty był obejrzany przez Maxa Cavalerę film pt. Zabawa w Boga z 1991, opowiadający o amerykańskich najemnikach wykorzystanych celem spacyfikowania prymitywnej wioski Indian w amazońskiej dżungli. Zrodziła się wtedy idea nagrania przez grupę muzyki wraz z Indianami w ich miejscu zamieszkania. W tym celu wsparcie okazała urzędniczka Angela Pappiani, która zaproponowała Maxowi możliwość kontaktu z plemieniem Xavante i zadeklarowała swoje pośrednictwo w tym zakresie. Niechętny wykorzystaniu muzyki Indian na wydawnictwie zespołu był początkowo przedstawiciel wytwórni Roadrunner Records, Cees Wessel. Przy odsłuchu pierwotnego materiału na płytę inny przedstawiciel RR, Monte Conner, stwierdził, że jeśli grupa wyda taki album, to popełni komercyjne samobójstwo, zaś jego słowa z tej wypowiedzi zostały potem użyte do zatytułowania drugiej płyty pobocznego projektu Maxa Cavalery tj. Nailbomb (Proud to Commit Commercial Suicide z 1995). Ostatecznie tenże działacz poparł pomysł członków Sepultury akceptując ich dzieło. Ten sam człowiek zasugerował grupie jako producenta płyty osobę Rossa Robinsona, który w tym czasie był odpowiedzialny za sukces twórczości grupy Korn.
W procesie komponowania materiału na płytę jako pierwszy utwór powstał „Straighthate”. Jeszcze w sierpniu 1995 Sepultura wystąpiła w São Paulo na MTV Brazilian Video Music Awards, wykonując wtedy „Kaiowas” przy udziale perkusisty Carlinhosa Browna (lider formacji Timbalada), z którym nawiązano współpracę przy pracy nad albumem Roots. Na czas nagrań Brown przybył do Kalifornii, przywożąc ze sobą wiele instrumentów perkusyjnych, które wykorzystano przy rejestracji materiału. Podczas nagrań gitarzyści zastosowali obniżenie stroju gitar. Richard Kaplan skonstruował dla gitarzystów specjalny pedał z efektem o nazwie BiG Muffer. Nagrania odbywały się w studio Indigo Ranch w Malibu, należącym do Richarda Kaplana. Materiał na płytę został nagrany w studio analogowym, a przy rejestracji wykorzystano około 30 rodzajów instrumentów. Miksowanie odbyło się w Soundtrack Studios w Nowym Jork, a wykonywał je Andy Wallace. Mastering wykonał George Marino w nowojorskim Sterling Sound.
W myśl zawartego porozumienia z plemieniem Xavante, jego członkowie za udział w nagraniu muzyki mieli otrzymać wynagrodzenie, które miało być przeznaczone na budowę szkoły, a także mieli obiecane przyszłe wpływy z praw autorskich. W wyprawie do miejsca ich zamieszkania brali udział członkowie Sepultury, menedżerka grupy Gloria Cavalera, producent Ross Robinson, Angela Pappiani i fotograf z czasopisma „Time”. Cała ekipa wyjechała do Kurytyby, po czym spotkała się z członkami Xavante na czele z ich wodzem Cipasse i miała zapewniony trzydniowy pobyt w tym gronie. Tam Sepultura zaprezentowała najpierw swój występ przez trzystoma Indianami, wykonując m.in. „Kaiowas”. Członkowie wyprawy zostali przez Indian pomalowani na ciele czerwonymi i czarnymi farbami. Na miejscu, w starożytnym domu plemienia Xavante, o nazwie Aldeia Pimentel Barbosa, leżącym w stanie Mato Grosso, w dniu 5 listopada 1995 muzycy nagrali utwór pt. „Itsári”, którego tytuł oznacza w tamtejszym języku korzenie. Pierwotnie była to kompozycja samych Indian, zatytułowana „Datsi (wzgl. Datar) Wawere” i stanowiąca pieśń z ceremonii uleczenia, do której swoje partie dograli muzycy Sepultury (Max Cavalera i Andreas Kisser użyli gitar akustycznych, Igor Cavalera zagrał na timbau, a Paulo Jr. na dużym timbau). Podczas spotkania kilkakrotne wykonanie tejże pieśni przez Indian było za każdym razem inne. Słyszalny w nagraniu tego utworu na płycie śmiech Indian był wywołany ich radością na widok upadku Rossa Robinsona, który chcąc zachęcić ich do entuzjazmu w trakcie ich występu biegał wokoło, aż upadł.
W ramach promocji albumu wydano trzy single, do których nakręcono teledyski: „Roots Bloody Roots”, „Attitude”, „Ratamahatta”. Pierwszy z nich był kręcony w Salvador. Carlinhos Brown był pomysłodawcą utworu „Ratamahatta”, którego tytuł i słowa najprawdopodobniej odnoszą się do nowojorskiej dzielnicy Manhattan, gdzie był on wcześniej taksówkarzem. W tekście piosenki Max Cavalera wymienia osoby: Zé do Caixão (reżyser brazylijski) i Zumbi (najsłynniejszy niewolnik z Brazylii). W utworze gościnnie na perkusji zagrał członek grupy Korn, David Silveria. Wokalista tej formacji Jonathan Davis, a także Mike Patton z Faith No More zaśpiewali w piosence „Lookaway”, do której tekst napisał Davis, a hip-hopowe scratche wykonał DJ Lethal z Limp Bizkit, będący także producentem tego utworu. Utwór ten nie był w planowanym materiale na płycie i powstał na zasadzie aktualnego pomysłu chwili. Teledysk do „Ratamahatta” stworzył Fred Stuhr. Był to animowany obraz, przedstawiający scenerie dżungli, plastelinowe stwory np. pijące alkohol (rum lub pingę). W piosence „Attitude” wykorzystano dźwięki zabrane na instrumencie berimbau. Pomocy Maxowi Cavalerze przy pisaniu tekstu do tego utworu udzielił jego pasierb, Dana Wells (syn Glorii Cavalery) (był on autorem m.in. słów z tej piosenki: Live your life, not the way they taught you... Do what you feel). Stworzył on scenariusz do teledysku tej piosenki, nakręconego w Los Angeles oraz wystąpił w nim jako statysta. W tej produkcji (fabuła przedstawia walki wszechstylowe) wystąpili członkowie rodziny Gracie..
Słowa w utworze „Cut-Throat” stanowią krytykę korporacji i polityki prowadzonej przez wielkie wytwórnie, odnoszą się do Sony/Epic przywołując promocję i dystrybucję poprzedniego albumu Sepultury w związku z umową zawartą z Roadunner. Utwór „Dusted” stworzył samodzielnie Kisser. Zagrał on także „Jasco” na gitarze akustycznej. Tekst piosenki „Ambush” powstał z inspiracji książką pt. Fronteiras de Sangue (pol. Krwawe granice), poświęconą osobie Chico Mendesa, brazylijskiego chłopa z Amazonii, obrońcy naturalnej przyrody, zamordowanego w 1988 przez zwolenników latyfundystów. Trzy strzały z broni palnej słyszane na koniec utworu stanowią analogię do sposobu zabicia tego człowieka. Słowa ostatniego na płycie utworu „Dicatorshit” odnosi się do działań wojskowej dyktatury w Brazylii i przypomina o zaginionych osobach w tym okresie. Zamykający treść płyty utwór ukryty pt. „Canyon Jam” stanowi kontynuację dźwięków otwierających piosenkę „Roots Bloody Roots”, a tworzy go instrument perkusyjny Carlinhosa Browna, który po zepsuciu został wrzucony przez niego do kanionu w pobliżu Indigo Ranch.
Na okładce albumu została umieszczona twarz Indianina, zaczerpnięta z brazylijskiego banknotu o nominale 1000 cruzeiro. Finalny obraz przygotował Michael Whelan. Na naszyjniku ww. Indianina widnieje emblemat z logo Sepultury. Na dysku CD umieszczono obraz plemiennego koła zaczerpniętego także z ww. banknotu. Finalnie muzyka zawarta na płycie nawiązuje wyraźnie do folkloru rdzennych Indian południowoamerykańskich, łącząc etniczną melodię i rytmikę z metalem. Styl stworzony na płycie przez Sepulturę zyskał nawet osobne miano tribal metal.
W 2005 nastąpiło wznowienie albumu w ramach serii Roadrunner – The 25th Anniversary. Do materiału Roots dołączono wtedy drugi dysk CD, na którym umieszczono utwory: „Procreation (Of The Wicked)”, „Mine”, „War”, „Lookaway”, „Mine”, „Dusted (demo)”, „Roots Bloody Roots (demo)”, „R.D.P. (demo)”, „Untitled (demo)”, „Attitude (live at Ozzfest)”, „Roots Bloody Roots (Megawatt Mix 1)”, „Roots Bloody Roots (Megawatt Mix 2)”. Limitowana wersja Roots wydana w Holandii w formacie box zawierała kasetę VHS, książkę, moździerz, tłuczek, słoiki z brazylijskimi owocami i naszyjnik. Wersje LP wydano w Holandii w 1996. W 2011 album wydano we wznowieniu w Niemczech w postaci dwóch płyt winylowych (180 g).

## Notowania
Album dotarł do 27. miejsca listy Billboard 200 w Stanach Zjednoczonych. Płyta w USA osiągnęła status złotej. Ponadto Roots trafiła na listy przebojów w Niemczech, Austrii, Holandii, Norwegii, Australii oraz Wielkiej Brytanii.
| Lista                | Kraj              | Pozycja | Status      |
| -------------------- | ----------------- | ------- | ----------- |
| ARIA Charts          | Australia         | 3       | złota płyta |
| Ö3 Austria Top 40    | Austria           | 2       |             |
| MegaCharts           | Holandia          | 6       |             |
| Media Control Charts | Niemcy            | 7       |             |
| VG-Lista             | Norwegia          | 8       |             |
| Billboard 200        | Stany Zjednoczone | 27      | złota płyta |
| UK Albums Chart      | Wielka Brytania   | 4       | złota płyta |

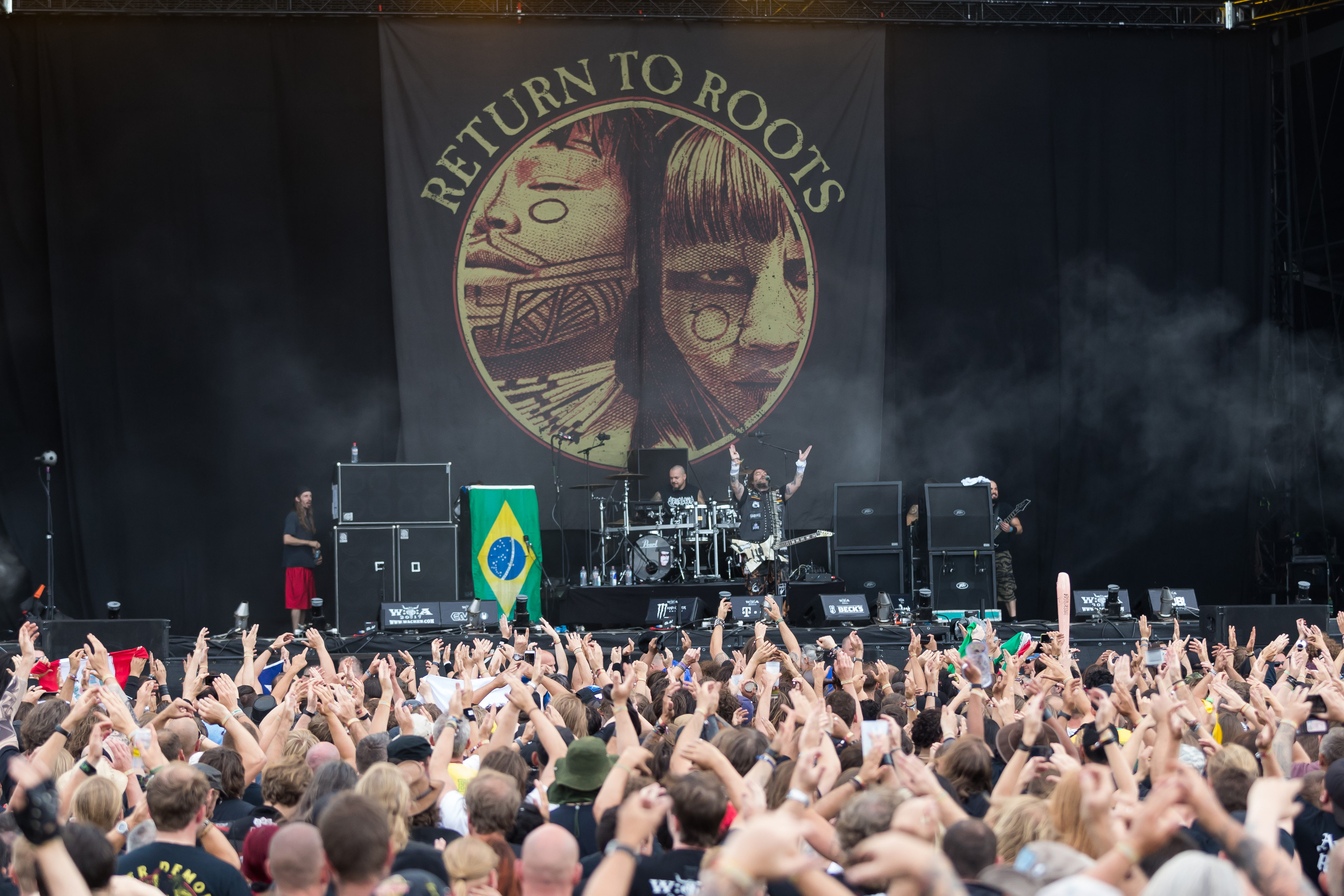
Max i Igor Cavalera podczas koncertu upamiętniającego album Roots na festiwalu Wacken Open Air 2017

Według stanu na 2014 płyta sprzedała się w ponad 2 mln egzemplarzy.

## Odbiór i odniesienia
Album zyskiwał bardzo pochlebne recenzje w amerykańskich czasopismach, m.in. w „New York Times” czy „Los Angeles Times”. Zachwyt nad albumem wyrażali m.in. Dave Grohl, członkowie grupy Slipknot.
Riff z utworu „Roots Bloody Roots” został wykorzystany przez polski zespół Acid Drinkers w coverze utworu „Proud Mary” na albumie High Proof Cosmic Milk (1998), który stanowi interpretację utworu grupy Creedence Clearwater Revival. Interpretacja Acid Drinkers w wersji live ukazała się także na albumie koncertowym albumie Varran Strikes Back – Alive!!! (1998).
W 2016 Jonathan Davis z grupy Korn, który wystąpił gościnnie na albumie Roots, stwierdził, że Sepultury popełnili na tym wydawnictwie „rażące zdzierstwo” z twórczości jego formacji. W odpowiedzi na taki zarzut Max Cavalera uznał go za „dziecinny”, natomiast Igor Cavalera przyznał, że podczas pracy nad Roots istotnie inspirowali się Kornem, ale także muzyką zespołu Deftones.
Pomimo klasyfikowania stylu z albumu Roots do nu metalu, w wypowiedzi z 2022 Max Cavalera wyraził opinię, że muzyka z tej płyty nie przedstawia tego gatunku, a wręcz przeciwnie.

## The Roots of Sepultura
The Roots of Sepultura – album brazylijskiej grupy metalowej Sepultura, będący kompilacją niepublikowanych wcześniej utworów (głównie coverów, remiksów i nagrań koncertowych). Ukazał się w 1996 roku jako dwupłytowe wydawnictwo razem z albumem Roots.
| CD 2 | CD 2                                               | CD 2    |
| Nr   | Tytuł utworu                                       | Długość |
| ---- | -------------------------------------------------- | ------- |
| 1.   | „Intro”                                            | 1:33    |
| 2.   | „C.I.U. (Criminals in Uniform)”                    | 4:17    |
| 3.   | „Orgasmatron” (cover Motörhead)                    | 4:15    |
| 4.   | „Dead Embryonic Cells” (Original Mix)              | 4:31    |
| 5.   | „Desperate Cry” (Original Mix)                     | 6:42    |
| 6.   | „Murder” (Original Mix)                            | 3:25    |
| 7.   | „Under Siege (Regnum Irae)” (Original Mix)         | 4:44    |
| 8.   | „Necromancer” (Demo Version)                       | 3:59    |
| 9.   | „The Past Reborns the Storms” (Demo Version)       | 5:08    |
| 10.  | „A Hora e a Vez Do Cabelo Nascer” (cover Mutantes) | 2:21    |
| 11.  | „Drug Me” (cover Dead Kennedys)                    | 1:53    |
| 12.  | „Crucificados Pelo Sistema” (cover Ratos de Porão) | 1:03    |
| 13.  | „Anticop” (Live)                                   | 3:02    |
| 14.  | „Intro” (Live)                                     | 1:30    |
| 15.  | „Arise” (Live)                                     | 2:51    |
| 16.  | „Inner Self” (Live)                                | 4:42    |
| 17.  | „Mass Hypnosis” (Live)                             | 4:25    |
| 18.  | „Escape to the Void” (Live)                        | 5:03    |
| 19.  | „Troops of Doom” (Live)                            | 2:53    |
| 20.  | „Altered State” (Live)                             | 5:20    |
|      |                                                    | 1:13:37 |